# Orde van Verdienste van Hessen
Een Orde van Verdienste van Hessen werd op 25 augustus 1807 door Groothertog Lodewijk I van Hessen-Darmstadt gesticht maar bleef, zo schrijven zowel Gustav Adolph Ackermann als Maximilian Gritzner, tot 14 december 1831 "zonder naam of statuten". In 1831 werd de Orde de Ludwigsorde.